# King William Street (London Underground)

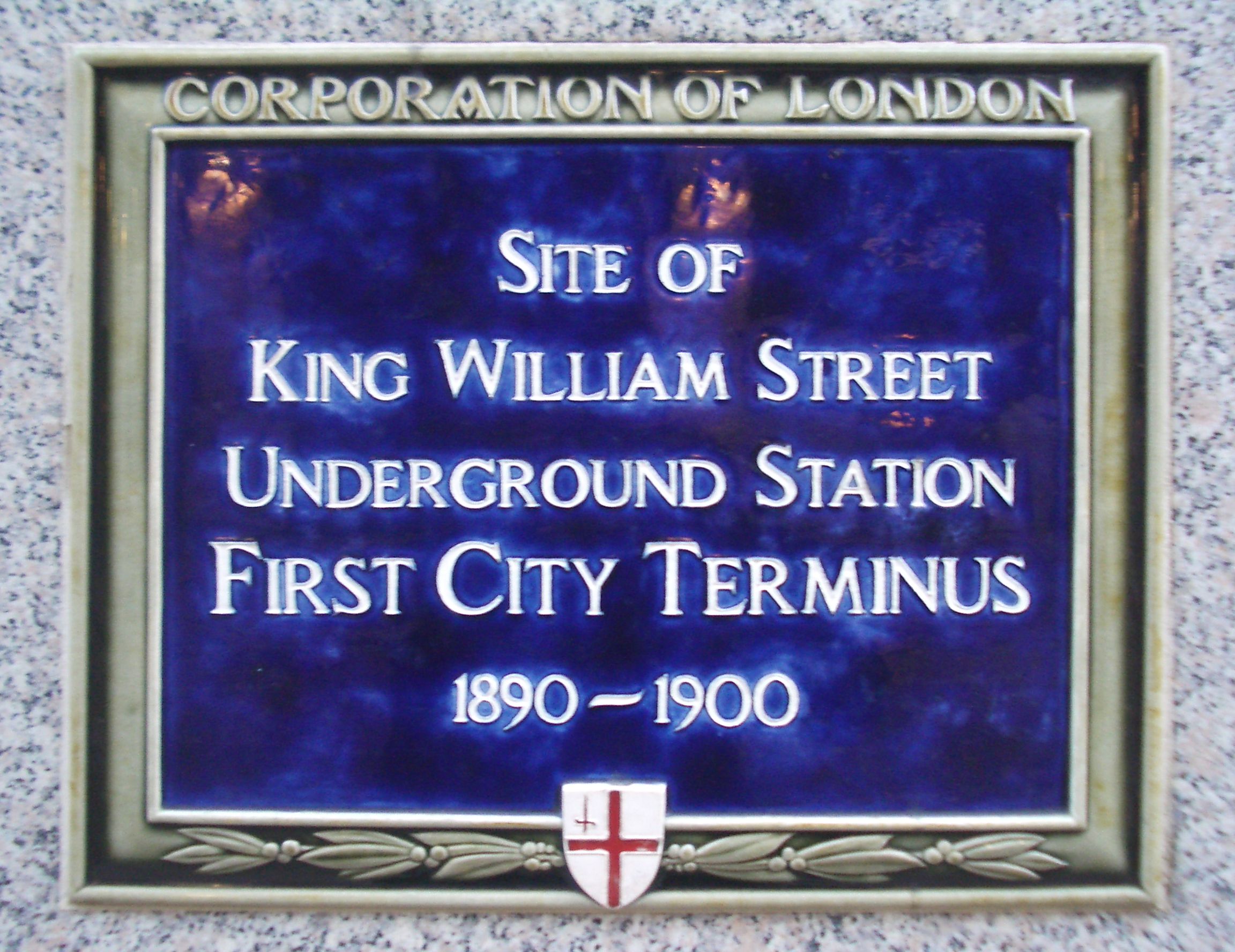
Diese Gedenktafel erinnert an den einstigen Standort der Station King William Street

King William Street ist der Name einer geschlossenen Station der City and South London Railway (C&SLR), einem Vorläufer der Northern Line der London Underground. Die Station war von 1890 bis 1900 in Betrieb und bildete den nördlichen Endpunkt der C&SLR.

King William Street um 1910

## Geschichte
Die Station wurde am 4. November 1890 durch den Prince of Wales, dem späteren König Edward VII., als nördliche Endstation der CSLR eröffnet, im Rahmen der ersten Inbetriebnahme einer so genannten Deep Tube. Die Eröffnung für die Öffentlichkeit fand wenige Wochen später am 18. Dezember statt. Südlicher Endpunkt war die noch heute existierende Station Stockwell. Die Station befindet sich nicht weit entfernt vom heutigen Komplex der Stationen Bank und Monument. Ursprünglich war geplant, die Bahn mit einem Kabel anzutreiben, ähnlich wie die Cable Cars in San Francisco.
Wegen der ursprünglichen Planung des Kabelantriebes mussten beide Endstationen nur eingleisig geplant werden, um dem Zug den Wechsel des Kabels zu ermöglichen. Nach dem Bankrott der Patent Cable Tramway Corporation im Jahr 1888, die das Patent des Kabelantriebes aus San Francisco für Großbritannien besaß, entschied sich die CSLR zum Wechsel auf elektrische Traktion. Die Planungen für den Bahnhof Stockwell änderte man dahingehend, dass ein Inselbahnsteig mit zwei Gleisen und einer Überleitstelle in der Ausfahrt gebaut wurde. Bei der Station King William Street änderte die C&SLR die Planungen aus heute unbekannten Gründen jedoch nicht, sodass hier zum ersten Mal weltweit die sog. Spanische Lösung zum Einsatz kam, da die Fahrgäste den Zug, der in das einzelne Gleis der Station einfuhr, über den einen Bahnsteig verließen, während vom Bahnsteig auf der anderen Seite neue Fahrgäste zustiegen.
Innerhalb von nur sechs Monaten wurde die Station im Jahr 1895 unter laufendem Betrieb umgebaut. Da aber ihre Gesamtlänge nicht vergrößert werden konnte (oder sollte), verkürzte man die Bahnsteige, damit im Stationsbereich noch Platz für die Überleitstelle blieb. Zusätzlich baute man hier ein neues Stellwerk mit einer Hebelbank von 27 Hebeln (22 genutzt, fünf als Reserve). Trotz des Aufwands, die Station auf zwei Bahnsteige zu erweitern, galt sie als unzulänglich und war bei den Fahrgästen unbeliebt.
Die Strecke litt zusätzlich unter Problemen technischer Natur: Die Stromeinspeisung fand am entgegengesetzten Ende der Linie in Stockwell statt und die Züge hatten wegen der scharfen Kurven, steilen Anstiegen und des Stromverlustes große Mühe, den nördlichen Streckenteil zu bewältigen. Oft kam es vor, dass der Zug am letzten Anstieg in den Bahnhof hinein liegenblieb, zurücksetzen musste und einen neuen Anlauf startete. Auch musste regelmäßig ein zweiter Zug ausrücken, um den vollbesetzten Zug in die Station zu schieben.
Im Jahr 1895 plante die C&SLR, die Strecke in nördlicher Richtung bis zur Moorgate Street auszubauen. Aufgrund der zahlreichen Probleme und der ungünstigen Lage der Station in Ost-West-Richtung entschied sie, einen neuen Tunnel unter der Themse zu bauen und die Station King William Street zu schließen. Die neue Lage des Tunnels ermöglichte dann auch zusätzlich, den Hauptbahnhof London Bridge anzubinden. Der alte Tunnel wurde am 24. Februar 1900 geschlossen. Trotz der beengten Verhältnisse und des Mangels an Abstellfläche konnte die Station am Ende ihrer Nutzung bis zu 440 Züge pro Tag abfertigen.

## Weitere Nutzung
Während des Zweiten Weltkriegs wurde die Station zu einem Luftschutzbunker umgebaut. Die oberirdischen Zugangsgebäude sind schon vor langer Zeit sonstigen Baumaßnahmen zum Opfer gefallen. Heute befindet sich an der Stelle ein Bürokomplex, der mehrere IT-Unternehmen beherbergt. Die Tunnelanlagen werden von diesen noch teilweise als Kanäle zur Verlegung von Glasfaserkabeln genutzt. Der Zugang zur Station ist inzwischen nur noch über ein Einstiegsloch aus dem Keller dieses Gebäudes möglich. In der Station hängen noch immer Plakate aus der Zeit als Luftschutzbunker. Inzwischen ist der Komplex allerdings teilweise überflutet und nicht mehr ohne weiteres zugänglich.